# Expresso Turístico
O Expresso Turístico é um serviço da Companhia Paulista de Trens Metropolitanos, de um trem turístico que faz viagens entre a Estação da Luz, em São Paulo, e Paranapiacaba, Mogi das Cruzes e Jundiaí, com o objetivo de mostrar e divulgar a história das ferrovias e dos trens, os quais impulsionaram a capital e as cidades que fazem parte da malha ferroviária paulista.

## Características
O expresso forma uma grande malha turística ao longo das linhas da CPTM, fazendo a ligação entre a capital paulista e o distrito histórico de Paranapiacaba, na serra do mar, em Santo André; com o Circuito das Frutas do interior paulista, a partir do município de Jundiaí; e com o Circuito das Flores no município de Mogi das Cruzes.
O trajeto é percorrido por locomotivas diesel-elétrica ALCO RS-3 (6001 e 6004) e GE U20C (3157 e 3159) da CPTM, com pintura personalizada e que trafegam a cerca de 40 quilômetros por hora. Estas conduzem carros de passageiros de aço inoxidável Budd–Mafersa 800 para longos percursos, com capacidade de 88 e 87 pessoas (PI 3253 e SI 3255), fabricados no ano de 1962. O trajeto até Mogi das Cruzes também conta com um vagão bicicletário com 45 posições.
Estes carros foram cedidos pelo Departamento Nacional de Infraestrutura de Transportes e pertenceram a antiga EFA e a Fepasa. Atualmente mais dois carros de passageiros (SI 3254 e SI 3259) se encontram em reforma para se juntarem ao Expresso.

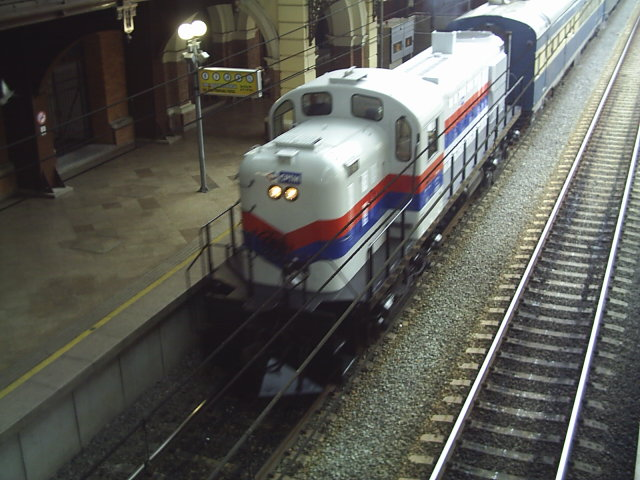
Expresso Turístico na Estação da Luz

## Trajetos Atuais

### Luz↔Jundiaí

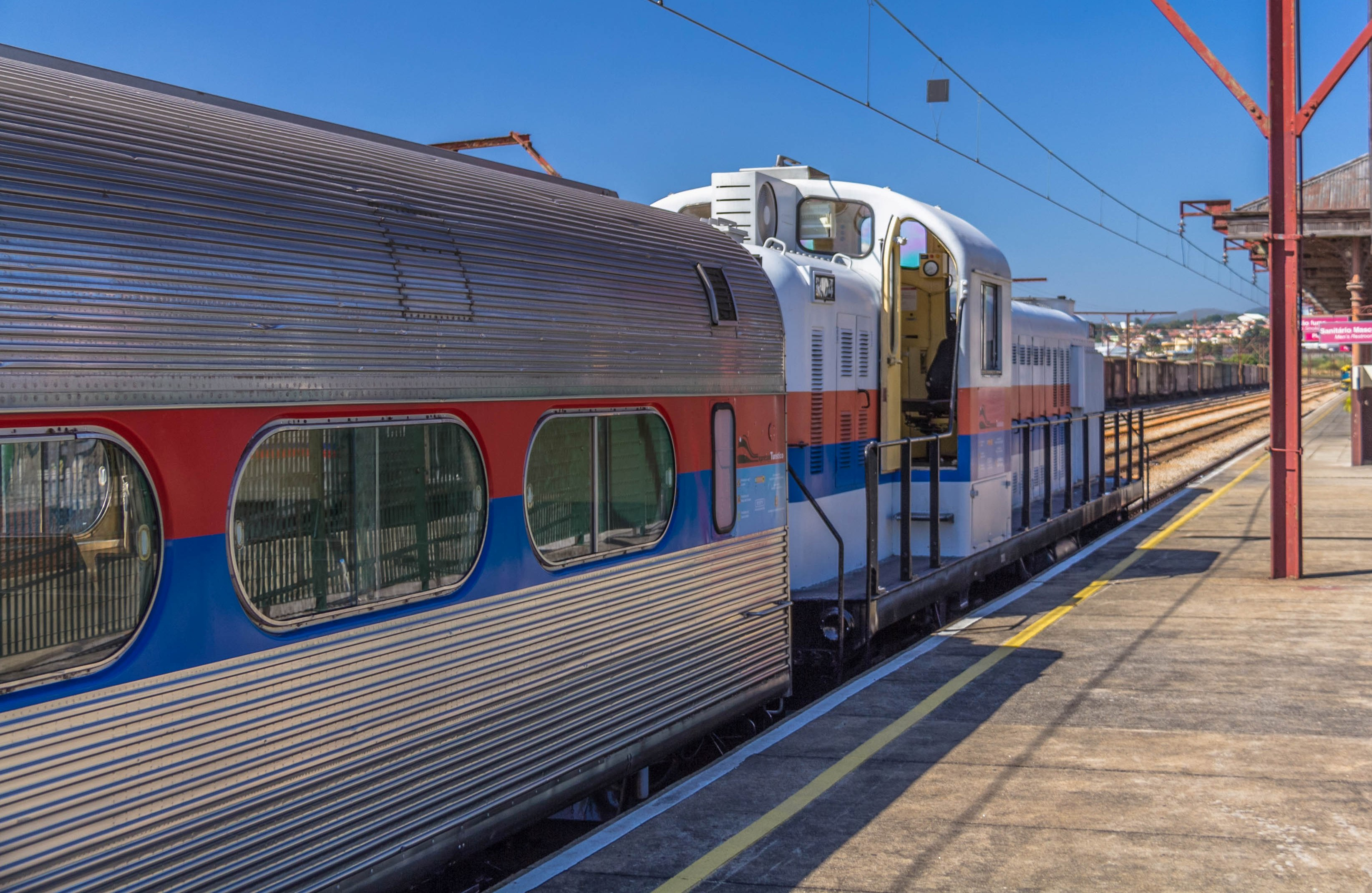
Expresso Turístico da CPTM na Estação ferroviária de Jundiaí

A 60 km da capital, Jundiaí e cidades vizinhas reservam uma série de atrações, como o Museu Ferroviário, da Cia Paulista de Estradas de Ferro, que praticamente desenhou o mapa ferroviário do interior de São Paulo,[carece de fontes?] a Serra do Japi com suas trilhas e caminhadas, e o Circuito das Frutas, uma viagem pelos produtores de uva, morango, caqui, figo, etc, localizados nos municípios da região. Há ainda outros aspectos de interesse turístico, como a arquitetura local, parques e feiras de artesanato.[carece de fontes?]
Partindo da centenária Estação da Luz, no centro de São Paulo, o turista viajará pela primeira ferrovia paulista que ligava Santos a Jundiaí, inaugurada em 1867 e operada pela CPTM desde 1994. Durante o trajeto até Jundiaí será possível observar algumas estações cuja arquitetura da época da inauguração se mantém preservada, como as estações Perus, Caieiras e Jundiaí. A arquitetura das construções, como estações, oficinas, depósitos, residências de funcionários ao longo das linhas, bem como equipamentos complementares como passarelas, bancos, bilheterias, postes de iluminação e placas de sinalização, evidenciam um sistema tecnológico completo, tipicamente britânico.[carece de fontes?] Na medida em que o trem se afasta da capital, os viajantes também têm a oportunidade de passar por áreas verdes e cenários interioranos.

### Luz↔Mogi das Cruzes

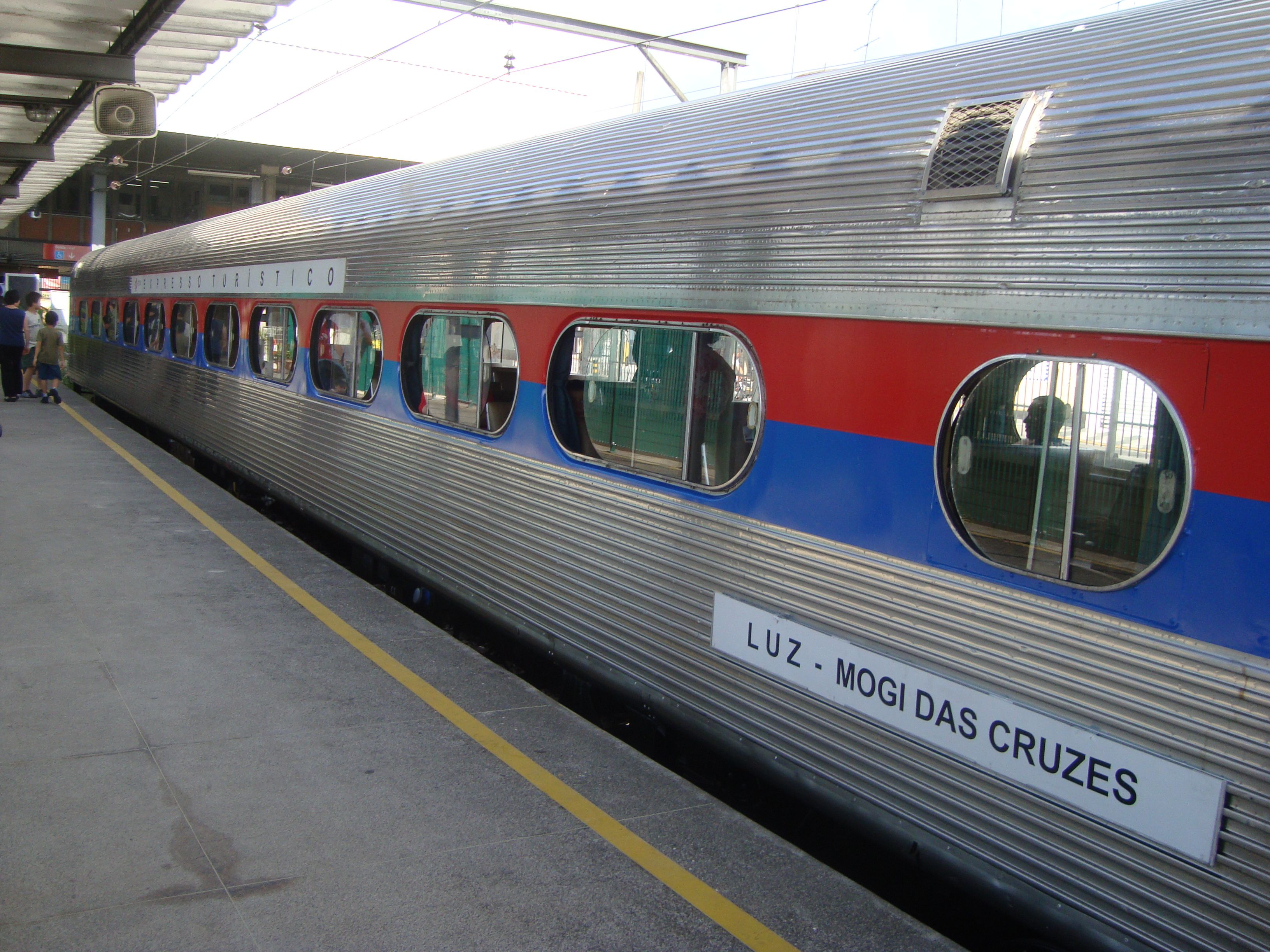
Vagão do expresso em Mogi das Cruzes

Entre as atrações oferecidas pela cidade estão o Circuito das Flores, a Feira de Artesanato e a secular igreja da Ordem Terceira de Nossa Senhora do Carmo, além de outras opções que serão estudadas pela Prefeitura, com o objetivo de incrementar o turismo na região.
O município está localizado a 48 km da Capital, na região leste da Grande São Paulo, e é cortado pelas serras do Mar, do Itapeti e pelo Rio Tietê. Sua referência é o marco zero, um obelisco na Praça Coronel Almeida, em frente à Catedral de Sant’anna. São 721 km² de extensão territorial, com cerca de 370 mil habitantes.

### Luz↔Paranapiacaba

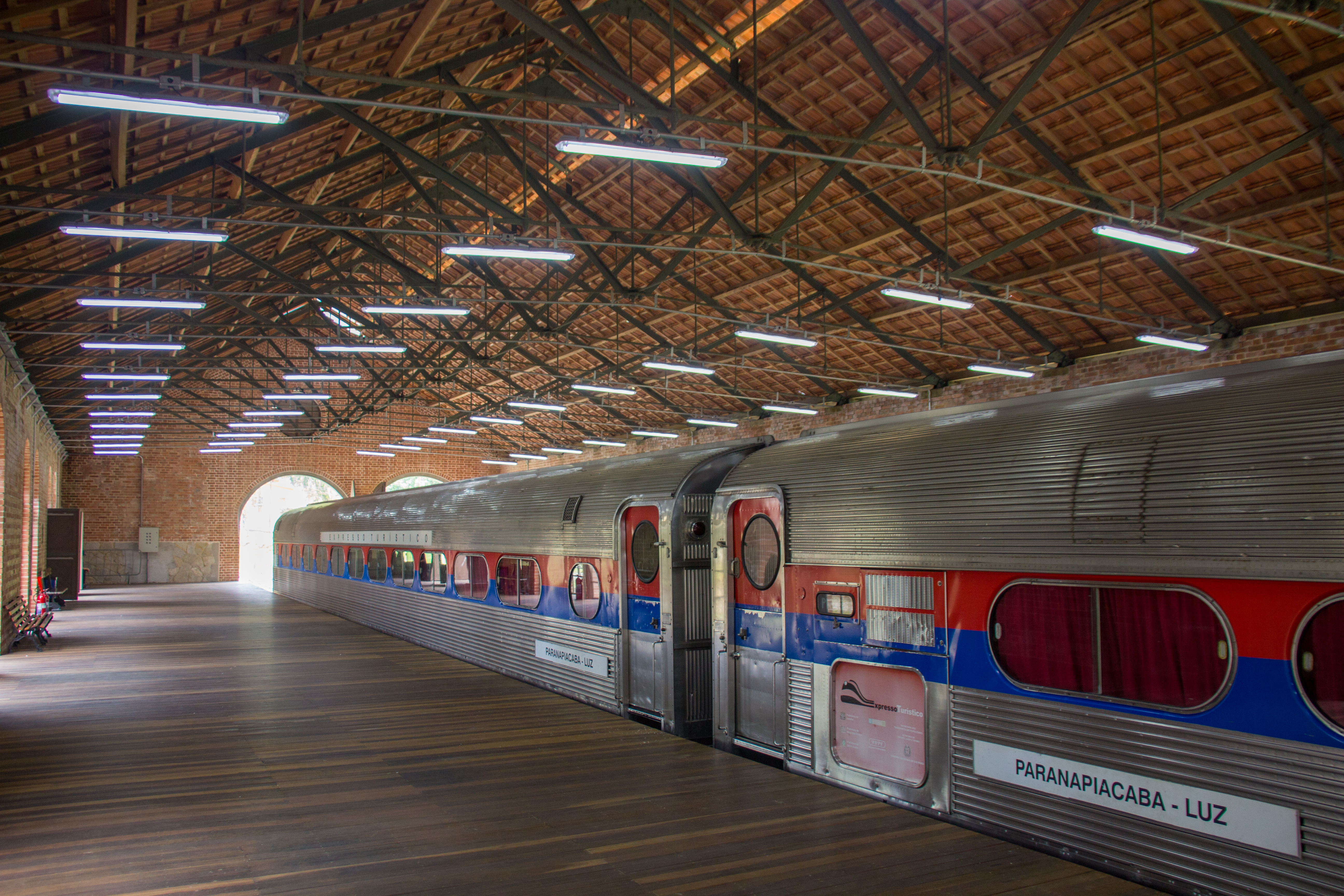
Composição na nova estação do Expresso Turístico em Paranapiacaba

O trajeto Luz – Estação Paranapiacaba leva o passageiro à histórica vila que foi testemunha de uma fase de expansão da tecnologia no Brasil. Em Paranapiacaba, o turista pode conhecer as diversas atrações da vila que já se candidatou a Patrimônio Mundial da Humanidade, como o Museu do Castelinho, o Centro de Documentação em Arquitetura e Urbanismo, o Parque Natural Municipal Nascentes de Paranapiacaba, o Parque Estadual da Serra do Mar (Itutinga Pilões), a Casa Fox, o Museu Tecnológico Ferroviário do Funicular, a Casa da Memória, o Centro de Visitantes, o Clube União Lyra Serrano e o Antigo Mercado.[carece de fontes?] Além disso, em datas especiais, é possível encontrar em operação, próximo ao 5º patamar do Funicular de Paranapiacaba, a segunda locomotiva mais antiga do Brasil, que pertenceu à São Paulo Railway e que hoje integra o acervo da ABPF (Associação Brasileira de Preservação Ferroviária). No mês de julho, acontece o tradicional Festival de Inverno de Paranapiacaba, que reúne estrelas da MPB, rock, música clássica e atrações internacionais.[carece de fontes?]
Durante o trajeto sobre parte da primeira ferrovia paulista, a linha até Paranapiacaba proporciona ao turista uma viagem no tempo.[parcial?] Na passagem pelo Museu da Imigração é possível avistar alguns trens antigos, incluindo uma Maria fumaça que ainda funciona – porém, a associação que cuida das composições as pichou, retiraram bancos e usam os carros e vagões para promover festas, ameaçando o patrimônio ferroviário.[carece de fontes?] A Estação Ipiranga apresenta uma cena do Grito de Independência, retratado pela dupla de grafiteiros “OsGemeos”, conhecida internacionalmente. Já as estações Ribeirão Pires e Rio Grande da Serra ainda conservam a arquitetura oitocentista da época de sua inauguração.[carece de fontes?]
A viagem inclui uma parada na Estação Prefeito Celso Daniel - Santo André, para embarque de passageiros.

## Passageiros transportados
Desde sua criação até 2018, o Expresso Turístico transportou mais de 140 mil passageiros. No entanto, o número de passageiros encontra-se em queda, como parte do setor do turismo afetado pela crise político-econômica no Brasil de 2014 a 2018::
| Ano  | Passageiros   | Viagens       |
| ---- | ------------- | ------------- |
| 2009 | 10 mil        | 234           |
| 2010 | 15 mil        | 234           |
| 2011 | 12 mil        | 234           |
| 2012 | 17 mil        | 104           |
| 2013 | 15 mil        | 102           |
| 2014 | 15 mil        | 102           |
| 2015 | 15 mil        | 102           |
| 2016 | 14 mil        | 102           |
| 2017 | 15 mil        | 101           |
| 2018 | 13 mil        | 99            |
| 2019 | Não divulgado | Não divulgado |

## Trajetos Estudados
Existiram planos para mais quatro novos roteiros turísticos. Um roteiro ligando a Luz a cidade de São Roque, onde há o Roteiro do Vinho, e outros três (durando um final de semana) ligando a Luz a estância climática de Campos do Jordão, com conexão na cidade de Pindamonhangaba, onde se faz a transferência para os trens da EFCJ, o outro ligando a Luz até a cidade de Aparecida do Norte, onde há o Santuário de Nossa Senhora Aparecida, e mais um roteiro ligando a Luz a litorânea Santos descendo e subindo a Serra do Mar, além de atender os usuários da Baixada Santista. Porém, esses projetos dependem da autorização da ANTT, além da Rumo Logística (Trecho Luz/São Roque) e da MRS Logística (Trecho Luz/Aparecida).
No entanto, nenhum saiu do papel. Atualmente a CPTM estuda a concessão do Expresso Turístico para a iniciativa privada.